# Thiolières
Thiolières är en kommun i departementet Puy-de-Dôme i regionen Auvergne-Rhône-Alpes i centrala Frankrike. Kommunen ligger i kantonen Ambert som tillhör arrondissementet Ambert. År 2022 hade Thiolières 162 invånare.

## Befolkningsutveckling
Antalet invånare i kommunen Thiolières
| Referens: INSEE |